# Francisco José Caeiro
Francisco José Caeiro GOC • GCC (Arraiolos, Vimieiro, 2 de março de 1890 — Lisboa, 24 de maio de 1976) foi doutor em Direito pela Universidade de Lisboa, magistrado e importante político da fase inicial do Estado Novo, tendo exercido, entre outras funções de relevo, os cargos de Ministro das Colónias (de 6 de junho de 1942 a 5 de janeiro de 1943) e de Procurador Geral da República (de 6 de janeiro de 1943 a 1954).

## Biografia
Nasceu em Vimieiro, concelho de Arraiolos, filho de Faustino José Caeiro e de sua esposa Emília Augusta da Conceição, ambos naturais de e casados em Vimieiro, neto paterno de Francisco José Caeiro e de sua mulher Rosa Maria, e neto materno de Manuel da Rosa de Brito e de sua mulher Emília da Conceição.
Iniciou a sua formação em Direito na Faculdade de Direito da Universidade de Coimbra, e veio concluir em 1917 a licenciatura na recém-criada Faculdade de Direito da Universidade de Lisboa, com a classificação final de Muito Bom. Em 1919, com a defesa de uma dissertação denominada Quedas de água: esbôço económico-jurídico, tornou-se o primeiro doutorado pela Faculdade de Direito de Lisboa.
Casou em Lisboa a 11 de Junho de 1921 com Deolinda de Sousa de Lima Ferreira da Gama, nascida em São Simão da Junqueira, Vila do Conde, a 8 de Agosto de 1895, filha de Aníbal Ferreira da Gama, nascido em Vale de Espinhal, e de sua mulher Deolinda de Sousa de Lima.
Entre 1919 e 1933 exerceu advocacia em Lisboa. A partir de 1928 foi também vogal do Conselho Superior das Colónias e da Junta Central de Trabalho e Emigração do Ministério das Colónias. Em 1933, foi nomeado juiz conselheiro do restabelecido Supremo Tribunal Administrativo, ficando adstrito à secção de contencioso administrativo daquele tribunal. Em 1936 foi feito membro do Instituto Internacional de Ciências Administrativas.
Em 1940 integrou o 2.º governo do Estado Novo ao ser nomeado Subsecretário de Estado das Colónias, cargo que exerceu até de 6 de junho de 1942, data em que foi nomeado interinamente Ministro das Colónias do mesmo governo. Manteve-se nessas funções até 5 de janeiro de 1943, sendo no dia seguinte nomeado para exercer as funções de Procurador-Geral da República, cargo que de que tomou posse em 6 de Janeiro de 1943. Exerceu aquelas funções até finais de 1954, altura em que se aposentou por razões de saúde.
Após a aposentação dedicou-se à investigação histórica e genealógica, deixando uma importante obra publicada nestes campos de estudo. Em 1970 foi eleito académico correspondente da Academia Portuguesa da História, instituição em que foi eleito académico de número em 1975. Foi agraciado com o grau de Grande-Oficial e elevado a Grã-Cruz da Ordem Militar de Nosso Senhor Jesus Cristo a 20 de Abril de 1942 e a 18 de Abril de 1953.
Faleceu em Lisboa a 24 de maio de 1976. A 1 de julho de 1977 recebeu uma homenagem póstuma na Academia Portuguesa da História, de que resultou a publicação de uma memória.

## Obras publicadas
Entre outras muitas publicações, é autor das seguintes monografias:
- Do nome comercial e industrial, Lisboa, Tipografia Universal, 1918;
- Quedas de água: esbôço económico-jurídico (dissertação de doutoramento em Direito), Coimbra, França & Arménio, 1919;
- O arquiduque Alberto da Áustria, Vice-Rei de Portugal, 1961 (Prémio Ocidente 1963);
- Raízes históricas do fomento agrário alentejano, 1969;
- Reabilitação do historiador seiscentista D. Agostinho Manuel e Vasconcelos, 1971;
- Móbeis do Povo Português na Revolução de 1383-1385, 1973;
- O morgadio do Paço da Quinta, 1975.